# Вальтер Цеплін
Вальтер Цеплін (нім. Walter Zeplien; 17 вересня 1918, Грайфсвальд, Німецька імперія — 30 вересня 2001, Грейтаун, США) — німецький офіцер-підводник, оберлейтенант-цур-зее крігсмаріне.

## Біографія
9 жовтня 1937 року вступив на флот. З січня 1941 року — командир корабля 7-ї флотилії R-катерів. В липні-листопаді 1942 року пройшов курс підводника. З грудня 1942 року — 1-й вахтовий офіцер на підводному човні U-575. З 1 квітня 1943 року — командир U-971. 8 червня 1944 року вийшов у свій перший і останній похід. 24 червня U-971 був потоплений в Ла-Манші неподалік від Лендс-Енда глибинними бомбами чехословацького важкого бомбардувальника «Ліберейтор» з 311-ї ескадрильї Королівських ВПС і скоординованої атаки британських есмінців типу «Трайбл» «Ескімо» та «Хаїда». 1 член екіпажу загинув, 51 (включаючи Цепліна) були врятовані і взяті в полон. Після звільнення працював капітаном торгового флоту.

## Звання
- Кандидат в офіцери (9 жовтня 1937)
- Морський кадет (28 червня 1938)
- Фенріх-цур-зее (1 квітня 1939)
- Оберфенріх-цур-зее (1 березня 1940)
- Лейтенант-цур-зее (1 травня 1940)
- Оберлейтенант-цур-зее (1 квітня 1942)